# Verbascum orientale
Verbascum orientale är en flenörtsväxtart. Verbascum orientale ingår i släktet kungsljus, och familjen flenörtsväxter.

## Underarter
Arten delas in i följande underarter:
- V. o. brachysepalum
- V. o. orientale